# نظام فابري بيروت إتش ألفا المجري
نظام فابري بيروت إتش ألفا المجري هو أداة فلكية مركبة على مرصد ويليام هيرشيل الذي يبلغ طوله 4.2 متر في مرصد روك دي لوس موتشاتشوس في جزر الكناري بلابالما.
يُنتج خرائط -بكثافة وسرعة- للأجسام الممتدة في السماء (والتي يمكن أن تكون مجرات خارجية أو مناطق تشكل النجوم في المجرة أو سدم الكوكبية أو بقايا المستعرات العظمى)، التي تشع في خط إتش ألفا المنبعث بواسطة الهيدروجين المؤين في الفضاء بين النجوم.
أدت إمكانية اكتشاف خط انبعاث الهيدروجين المتعادل بين النجوم عند طول موجي 21 سم إلى ثورة في علم الفلك في النصف الثاني من القرن العشرين، حيث أعطتنا أداة قوية لاستكشاف بنية وتطور المجرات وتكوين النجوم داخلها. حدثت ثورة ثانية عندما -في الأطوال الموجية المليمترية- أمكن اكتشاف الهيدروجين الجزيئي وقياسه مباشرة باستخدام الانبعاثات من خطوط جزيء ثاني أكسيد الكربون. من المثير للدهشة أن الانبعاثات الناتجة عن المرحلة الثالثة من الهيدروجين النجمي (المرحلة المتأينة) -التي توجد بأطوال موجية بصرية- لم تحظ باهتمام كبير. الهدف الأساسي من نظام فابري بيروت إتش ألفا المجري هو تعويض الوقت الضائع من خلال أخذ مجالات سرعة إتش ألفا من المجرات بدقة مكانية وطيفية عالية.
أداء نظام فابري بيروت إتش ألفا المجري مشابه لأداء التلسكوب الراديوي الأكبر الذي ينتج خرائط بحجم 21 سم في الهيدروجين الذري: تنتج ممصفوفة كارل جي بالغة الكبر على مدى مجال يبلغ قطره 3.4 دقائق قوس خريطة لانبعاث هيدروجين مؤين مع دقة سرعة رمزية تبلغ 5 كم / ثانية، ودقة زاوية محدودة بسبب الرؤية نتيجة الاضطراب في الغلاف الجوي الذي يقل عن ثانية قوس واحد عند استخدامه على مرصد وليام هرشل. تشبه هذه القيم أفضل الأرقام التي يمكن الحصول عليها باستخدام مصفوفة كارل جي بالغة الكبر. ومع ذلك، يمكن الحصول على خريطة جيدة النوعية في نصف ليلة مراقبة باستخدام نظام فابري بيروت إتش ألفا المجري، وهو أكثر كفاءة من مصفوفة كارل جي بالنسبة للوقت. مقارنة مع مصفوف مرصد أتاكاما المليمتري الكبير (مرصد ألما( -أفضل نظام لمراقبة الهيدروجين الجزيئي- فهو ليس بهذه السهولة. ينتج مرصد ألما الخرائط بثبات زاوي أعلى بكثير، ولكن في مجال أصغر بكثير. يمكن أن نلخص بالقول إن نظام فابري بيروت إتش ألفا المجري في الوقت الحالي هو الأنسب لرصد المجرات المحلية بعد مسافة 100 مليون فرسخ فلكي (Mpc) -بينما مرصد ألما متفوق في الانزياح الأحمر المتوسط والعالي- من حيث الثبات الزاوي والسرعة.
نظام فابري بيروت إتش ألفا المجري (GHaFaS) مناسب تمامًا لاستكشاف التفاصيل الدقيقة للحركيات الداخلية للمجرات، وأي ظواهر تتعلق بتكوين نجوم عالية الكتلة ومحيطها. استُخدم لاستكشاف المراحل الأولية من الفقاعات الضخمة الهائلة الناتجة عن الرياح النجمية المتراكمة والمستعرات الأعظمية لرابطات OB الشابة للنجوم الحديثة.